# Johann Heinrich Fricke
Johann Heinrich Fricke (* 1. November 1740 in Wolfenbüttel; † 9. Januar 1775 in Halle (Saale)) war ein deutscher Jurist.

## Familie
Johann Heinrich Fricke wurde als Sohn des Schreib- und Rechenmeisters Johann Julius Fricke (* 4. März 1708 in Wolfenbüttel; † 25. März 1756 in Wolfenbüttel) und der Anna Sophia Benedicta, geb. Otto (* 5. November 1723 in Wolfenbüttel; † 30. April 1783 in Wolfenbüttel) in Wolfenbüttel geboren. Fricke heiratet Anna Magdalena von Saldern, Tochter des Kanzlei- und Justizrats in Kiel, Detlev von Saldern und der Hedwig Eleonora, geb. von Saldern, einer Schwester des Staatsministers Caspar von Saldern. Aus der Ehe ging eine Tochter hervor: Benedikte Sophia Ernestine Fricke (* 30. Mai 1772 in Kiel; † 10. März 1851 in Bad Segeberg), die wiederum den Pastor Hans Friedrich Nissen (* 10. November 1767 in Kiel; † 5. Juli 1848 in Bad Segeberg) heiratete und mit ihm elf Kinder hatte.

## Leben
Fricke verbrachte seine Schulzeit in seiner Vaterstadt Wolfenbüttel. Am 9. April 1758 wurde er in Helmstedt immatrikuliert als stud. iur., ab 1761 setzte er sein Studium in Göttingen fort. Am 3. April 1761 schrieb er sich in Göttingen zusätzlich in der theologischen Fakultät ein, am 12. Oktober 1762 wurde er als stud theol. et phil. in Göttingen geführt. Dort wurde er später zum Dr. iur. promoviert. Sein Berufsleben begann Fricke ebenfalls in Göttingen als Universitäts-Aktuar und seit 1768 als Privatdozent. Am 13. April 1770 wurde er an der Christian-Albrechts-Universität Kiel als dritter ordentlicher Professor der Rechte berufen. Er unterrichtete Rechtsgeschichte, Institutionen, Pandekten, Reichsgeschichte, Reichsprozess, Kanonisches Recht, Deutsches Recht und Praktikum. Daneben gab er gemeinsam mit Christian Cay Lorenz Hirschfeld und dem Orientalisten Johann Ernst Faber (1746–1774) die Kielische gelehrte Zeitung heraus. Im August 1773 nahm Johann Heinrich Fricke den Ruf als ord. Professor in Halle (Saale) an.

## Werke
- Von der Nothwendigkeit die besondern Teutschen Privat-Rechte (Iuris Germanici privati partes speciales) auf Academien zu lehren, und von der Art sie vorzutragen, als eine Anzeige seiner Vorlesungen. Göttingen 1768.
- Grundsätze des Rechts der Handwerker. Göttingen und Kiel: Boßiegel, 1768; 2. Aufl. 1778 (auch von J. S. F. V. von Neynaber 1795 ins Dänische übersetzt: Grundsætninger af haandværkernes ret).
- Abhandlungen zu dem protestantischen Kirchenrechte bey Gelegenheit der Streitigkeiten über das Mecklenburgische Gesangbuch. Leipzig/Rostock 1773.